# Семешко, Анатолий Андреевич
Анатолий Андреевич Семешко (род. 1 августа 1949, Апостолово, Днепропетровская область) — советский и украинский баянист, методист, музыкально-общественный деятель, педагог. Профессор (1993), заслуженный деятель искусств Украины (1993). Президент Ассоциации баянистов и аккордеонистов Украины. 

## Биография
Родился 1 августа 1949 года в городе Апостолово Днепропетровской области.
В 1964 году окончил Апостоловскую районную детскую музыкальную школу (класс баяна Л. Величко, В. Тютерева).
В 1968 году окончил Криворожское музыкальное училище по классу баяна, преподаватель Дмитрий Николаевич Ильин.
В 1973 году окончил Киевскую консерваторию, класс Марка Гелиса, проходил стажировку в Лейпцигской высшей музыкальной школе (Германия). В 1973—1974 годах — артист ансамбля песни и танца Киевского военного округа. В 1973—1980 годах — преподаватель Криворожского музыкального училища. В 1980 году окончил ассистентуру-стажировку под руководством Николая Давыдова. В 1980—1984 годах — старший преподаватель Киевской консерватории.
С 1984 года — старший преподаватель, с 1989 года — доцент, в 1993—2001 годах — профессор Криворожского педагогического института и Донецкой консерватории (по совместительству).
С 2001 года — заведующий кафедрой инструментального и оркестрового исполнительства Института искусств Национального педагогического университета имени Михаила Драгоманова, с 2011 — профессор, в 2015—2018 — декан факультета народных инструментов Национальной музыкальной академии Украины имени П. И. Чайковского.
С 2011 года — по совместительству работал в Киевской консерватории, декан факультета народных инструментов.

## Творческая деятельность
Президент Ассоциации баянистов и аккордеонистов Украины. Академик Петровской академии искусств и наук. Член секретариата Национального музыкального союза Украины. Член редакционных коллегий «Украинской музыкальной газеты» и музыкального издательства Acco-opus. В 1990—1995 годах — участник конгрессов Всемирной конфедерации аккордеонистов в Испании и Италии.
Первый исполнитель произведений Владимира Зубицкого, Анатолия Белошицкого, В. Дикусарова, В. Подгорного, Юрия Шамо. Сольно и в концертных группах гастролировал в странах Европы, Азии и Америки.
Среди учеников: народный артист Украины Владимир Сиренко (по дирижированию), заслуженный деятель искусств Украины Владимир Марунич, заслуженный артист Украины О. Ивченко, В. Олийник, Б. Мирончук, лауреат Государственной премии Казахстана, заслуженный артист Татарстана Д. Султанов; К. Жуков, О. Тонконог, А. Бедный, Д. Загородний, О. Коломиец, Д. Тилько и другие.
Был инициатором, художественным руководителем международного конкурса баянистов и аккордеонистов «Кубок Кривбасса» (1992, 1995, 1998, 2001, 2003, 2006). Вице-президент международного конкурса-фестиваля профессионального баянно-аккордеонного исполнительского искусства Acco-Holiday.
Автор методических трудов, статей в прессе и нотных изданий, переложений произведений зарубежных композиторов. Редактор-составитель сборников концертно-педагогического репертуара.
Публикации:
- Баян на концертной эстраде, 8 выпусков;
- Баянно-аккордеонное искусство Украины на рубеже XX—XXI веков. — 2009 (соавтор Андрей Дубий).

## Награды
- 1-я премия республиканского конкурса (1977, Киев)[1];
- Дипломант 1-го Всесоюзного конкурса баянистов-аккордеонистов (1979, Новосибирск)[1];
- Заслуженный деятель искусств Украины (1993)[1];
- Серебряный диск «За заслуги в развитии баянного искусства» Российской академии музыки имени Гнесиных (2010, Москва)[1].